# Guarda come flexo 2
Guarda come flexo 2 è un singolo del rapper italiano MamboLosco, pubblicato il 14 settembre 2018 come primo estratto dal primo album in studio Arte.

## Descrizione
Si tratta del sequel del singolo Guarda come flexo, uscito nel 2017.

## Tracce
1. Guarda come flexo 2 – 2:59

## Classifiche
| Classifica (2018) | Posizione massima |
| ----------------- | ----------------- |
| Italia            | 16                |